# Marcel Musters
Marcel Johan Petrus Cornelis Musters (Tilburg, 6 juni 1959) is een voormalig Nederlands acteur.

## Loopbaan
Musters is verbonden aan theatergezelschap Mugmetdegoudentand, waarvan hij een van de oprichters was. Musters speelde rollen in diverse Nederlandse televisieseries en speelfilms, waaronder Oud Geld, Hertenkamp, Vuurzee, De Dominee en Zwartboek. Tussen 2006 en 2008 speelde hij Jim in de televisieserie Keyzer & de Boer Advocaten van NCRV en KRO. In 2009 speelde hij de rol van de nieuwe liefde van Claire van Kampen (Tjitske Reidinga) in de dramaserie Gooische Vrouwen. Eind 2010 was hij in de bioscopen te zien in de verfilming van Dik Trom als vader Trom.
Hij was zes jaar psychiatrisch verpleegkundige, toen hij in 1986 eindexamen deed aan de toneelschool in Amsterdam.
Musters kreeg in 2019 een burn-out en besloot hierna te stoppen met acteren. De film God Only Knows, waarvoor hij een Gouden Kalf voor Beste acteur ontving, was zijn laatste rol.

## Filmografie
- Ornithopter - Harry (1985)
- Krokodillen in Amsterdam - Jerry (1990)
- Bij nader inzien - Rob (1991)
- Oeroeg - Soldaat (1993)
- Filmpje! - Croupier (1995)
- Laagland (televisiefilm) - Jan (1996)
- De Dominee - Broer Hansen (2004)
- Stille Nacht - Waardenburg (2004)
- Amazones - Ramon (2004)
- Offers (televisiefilm) - Frans (2005)
- Nachtrit - Man abattoir (2006)
- Zwartboek - Henk (2006)
- Eigenheimers - Boer Geert (2007)
- Kicks - Frank (2007)
- Tussenstand - Martin (2007)
- Waar is het paard van Sinterklaas? - Dokter (2007)
- Dunya & Desie - Hans Schakel (2008)
- Vox Populi - Bram Leeflang (2008)
- Taartman - Sjoerd (2009)
- Dik Trom (film) - Vader Trom (2010)
- Gooische Vrouwen (film) - Dirk Stubbe (2011)
- Bende van Oss - Wim de Kuiper (2011)
- 20 leugens, 4 ouders en een scharrelei - Sjors (2013)
- Feuten: Het Feestje - Politieagent Simon (2013)
- Mannenharten - Baas van Tim (2013)
- Dansen op de vulkaan - Frans (2014)
- Lucia de B. - Detective Henk Bos (2014)
- Assepoester: Een Modern Sprookje - Paolo Lopes Dias (2014)
- Kidnep - Vader van Bo (2015)
- Hope - Sam (2016)
- God Only Knows  - Thomas (2019), Rol bekroond met Gouden Kalf voor Beste acteur

### Televisieseries
- Het bloed kruipt - Vincent (1985)
- Bureau Kruislaan - Mark van Houten (1992-1995)
- Seth & Fiona (serie) - Notaris Breur (1994)
- Flodder - Organisator gigagebeuren (1999) (opgenomen in 1997)
- Goede tijden, slechte tijden - Henk van Kampen (1997)
- Baantjer - Jacco de Ridder (1 afl., 1997); Harry Breugel (2 afl., 2006)
- Oud Geld - Erik van Dijk (1998-1999)
- Hertenkamp - Max (1999-2000)
- Ik ben Willem - Papa (2002)
- Russen - Felix Augustijn (1 afl., 2004)
- Grijpstra & De Gier - Albert Vonk (1 afl., 2005)
- Vuurzee - Rinus Davelaar (2005-2009)
- Keyzer & De Boer Advocaten - Jim (2006-2008)
- Sterke verhalen uit Zoutvloed - Sjoerd (2008)
- Gooische Vrouwen - Dirk Stubbe (2009)
- Annie MG - Verhuizer (2010)
- De Troon - Koning Willem III (2010)
- Geen probleem! (2011)
- Wat als? - Verschillende rollen (2012)
- Lijn 32 - George (2012)
- Penoza - Simon Zwart (2012-2015)
- Familie Kruys - Johan (2015-2019)
- Zwarte Tulp - Henk Kester (2015-2016)
- Mouna's Keuken - Dennis (2016)

## Privéleven
Musters had veertien jaar lang een relatie met acteur Jeroen Willems. In 2007 gingen zij uit elkaar.

## Zanger
- In 1996 bracht Musters onder de naam Max een coverversie uit van de hit Şikidim van Tarkan onder de titel Zin in jou. Dit nummer kwam niet verder dan de Tipparade.

- International Standard Name Identifier: 0000 0003 6898 8759
- Library of Congress Control Number: no2013063088
- Nederlandse Thesaurus van Auteursnamen: 318977117
- Système universitaire de documentation: 190604689
- Virtual International Authority File: 283542894
- WorldCat: E39PBJwMGDjWbyQ38kJQpx94bd